# はだかのくすりゆび
『はだかのくすりゆび』は、艶々による日本の漫画。日本文芸社『別冊漫画ゴラク』にて、No.588からNo.622まで連載（月2回刊の時代は隔号連載）された。
本作の舞台として、神戸市西部の須磨から明石市に設定してストーリーを展開している。

## あらすじ
戸田翠は、一人娘の摩耶を育てることを生きがいに過ごしてきた。摩耶は見合い相手で夫・源二の下で働く若手社員・松下志人と意気投合し、そのまま交際へと発展する。それからしばらく経ったある日、翠は摩耶の代わりに風邪で寝込んだ志人の見舞いに赴くが、そこで志人から告白され、性行為に及んでしまう。爛れた関係に溺れていく2人。一方、2人の関係を知った摩耶はある行動を起こす。

## 登場人物

### 戸田家
戸田 翠（とだ みどり）
本作の主人公。年齢は41→42歳。
人並み外れたグラマラスボディを持つ人妻。短大卒業後、20歳で見合い結婚。それから家庭に入り、娘を育てることを幸せに生きてきた。
年の離れた夫・源二とはセックスレスであり、長らく夫以外の男性を知らずにいた。物語終盤、志人の子を妊娠してしまう。
戸田 摩耶（とだ まや）
翠の一人娘。日文大学2年生、20歳。
マイペースで自由奔放な現代っ子。翠と志人の関係を知ったことで変化していく。中盤で留学して家を離れる。
戸田 源二（とだ げんじ）
翠の夫。50代半ば。
典型的な亭主関白。子煩悩だが、妻のことは省みない。実は部下である二宮と不倫関係にある。

### その他
松下 志人（まつした ゆきと）
源二の部下で、摩耶の見合い相手。20代半ば。
両親を亡くし、漁師町の実家に一人住まいしている。新入社員の頃に翠と出会って憧れており、風邪の見舞いに訪れた翠と不倫関係に陥ってしまう。その後もしばらく関係を続けるが、物語終盤に破局する。
大野 秀明（おおの ひであき）
夏美の父親。
実は5年前から摩耶と不倫関係にあり、物語終盤には翠とも肉体関係を結ぶ。かなりのテクニシャン。
大野 夏美（おおの なつみ）
摩耶の親友。
二宮 凛香（にのみや りんか）
源二の不倫相手。原作ではセリフのみだが、実写版では劇中に登場している。

## 書誌情報
- 艶々 『はだかのくすりゆび』 日本文芸社〈ニチブンコミックス〉、全3巻
  1. 2009年1月1日発行（2008年12月19日発売） ISBN 978-4-537-10913-9
  2. 2009年9月20日発行（2009年9月10日発売） ISBN 978-4-537-12489-7
  3. 2010年8月1日発行（2010年7月20日発売） ISBN 978-4-537-12618-1

## 映画
2014年、山口雄也により実写映画化され、シネマート六本木にて一週間限定で劇場公開された。

### キャスト
- 戸田 翠：濱田のり子
- 松下 志人：夛留見啓助
- 戸田 摩耶：七海なな
- 戸田 源二：西守正樹
- 大野 秀明：河野智典
- 大野 夏美：西村優奈
- 二宮 凛香：滝沢かのん